# Campionato sudafricano di Formula 1 1968
La stagione 1968 del Campionato sudafricano di Formula 1 fu la nona della serie. Partì il 6 gennaio e terminò  il 1º dicembre, dopo 10 gare. Il campionato venne vinto da John Love che utilizzò sia una Brabham-Repco che una Lotus-Ford Cosworth.

## La pre-stagione

### Il calendario
| Gara | Gran Premio                | Circuito                                       | Giri  | Lunghezza           | Data        | Note                                          |
| ---- | -------------------------- | ---------------------------------------------- | ----- | ------------------- | ----------- | --------------------------------------------- |
| 1    | Cape South Easter Trophy   | Killarney Motor Racing Complex, Città del Capo | 50    | 50x3,267=163,400 km | 6 gennaio   |                                               |
| 2    | Rand Autumn Trophy         | Circuito di Kyalami                            | 40    | 40x4,094=163,76 km  | 30 marzo    |                                               |
| 3    | Coronation 100             | Circuito di Roy Hesketh, Pietermaritzburg      | 25+25 | 50x2,901=145,05 km  | 15 aprile   | Gara corsa su due manche di 25 giri ciascuna. |
| 4    | Republic Day Trophy        | Circuito di Kyalami                            | 40    | 40x4,094=163,76 km  | 1º giugno   |                                               |
| 5    | Natal Winter Trophy        | Circuito di Roy Hesketh, Pietermaritzburg      | 60    | 60x2,901=174,06 km  | 22 giugno   |                                               |
| 6    | Border 100                 | Circuito di East London                        | 50    | 50x3,920=196 km     | 8 luglio    |                                               |
| 7    | Rand Winter Trophy         | Circuito di Kyalami                            | 40    | 40x4,094=163,76 km  | 3 agosto    |                                               |
| 8    | False Bay 100              | Killarney Motor Racing Complex, Città del Capo | 50    | 50x3,267=163,35 km  | 31 agosto   |                                               |
| 9    | Rand Spring Trophy         | Circuito di Kyalami                            | 40    | 40x4,094=163,76 km  | 5 ottobre   |                                               |
| 10   | Gran Premio della Rhodesia | Circuito di Kumalo                             | 50    | 50x3,315=165,75 km  | 1º dicembre |                                               |

## Risultati e classifiche

### Risultati
| Gara | Circuito    | Pole Position        | GPV                  | Vincitore            | Vettura             |
| ---- | ----------- | -------------------- | -------------------- | -------------------- | ------------------- |
| 1    | Killarney   | Jean-Pierre Beltoise | Jean-Pierre Beltoise | Jean-Pierre Beltoise | Matra-Ford Cosworth |
| 2    | Kyalami     | John Love            |                      | John Love            | Lotus-Ford Cosworth |
| 3    | Roy Hesketh | John Love            |                      | John Love            | Lotus-Ford Cosworth |
| 4    | Kyalami     | John Love            |                      | John Love            | Lotus-Ford Cosworth |
| 5    | Roy Hesketh |                      |                      | Basil van Rooyen     | Brabham-Repco       |
| 6    | East London | John Love            | John Love            | John Love            | Lotus-Ford Cosworth |
| 7    | Kyalami     | John Love            | John Love            | John Love            | Lotus-Ford Cosworth |
| 8    | Killarney   |                      |                      | Jackie Pretorius     | Lola-Ford Cosworth  |
| 9    | Kyalami     | John Love            |                      | Dave Charlton        | Lola-Chevrolet      |
| 10   | Kumalo      | John Love            | John Love            | John Love            | Lotus-Ford Cosworth |

### Classifica Piloti
Vengono assegnati punti secondo lo schema seguente:
| Punti | 9 | 6 | 4 | 3 | 2 | 1 |

| Pos | Pilota               | CSE | RAT | COR | RDT | NWT | BOR | RWT | FAB | RST | RHO | Punti |
| --- | -------------------- | --- | --- | --- | --- | --- | --- | --- | --- | --- | --- | ----- |
| 1   | John Love            | Rit | 1   | 1   | 1   | Rit | 1   | 1   | NP  | Rit | 1   | 54    |
| 2   | Jackie Pretorius     | 2   | 3   | 2   | 4   | 3   | 2   | 5   | 1   | Rit |     | 41    |
| 3   | Sam Tingle           | 3   | Rit | 7   | 3   | 2   | 4   | 4   | 3   | 5   | 2   | 32    |
| 4   | Basil van Rooyen     |     | Rit | Rit | 2   | 1   | 6   | 2   | NP  | 2   |     | 28    |
| 5   | Dave Charlton        | Rit | 2   |     |     |     |     | 3   | 2   | 1   | 4   | 28    |
| 6   | Bobby Olthoff        |     | Rit | 3   | 5   | Rit | 3   | Rit | Rit | 3   | 3   | 18    |
| 7   | Peter Parnell        | 4   | Rit |     | 6   | 4   | Rit | 6   | 4   | 6   | Rit | 12    |
| 8   | Jean-Pierre Beltoise | 1   |     |     |     |     |     |     |     |     |     | 9     |
| 9   | Trevor Blokdyk       | Rit | 4   | 5   |     |     |     |     |     |     |     | 5     |
| 10  | John McNicol         |     | Rit | 6   | NC  | Rit | 5   | 7   | 5   |     |     | 5     |
| 11  | Clive Puzey          | Rit | 5   | Rit | Rit | Rit | Rit | 8   | 6   |     | 6   | 4     |
| 12  | Peter de Klerk       |     |     |     |     |     |     |     |     | 4   |     | 3     |
| 12  | Tony Jeffries        |     |     | 4   | Rit | Rit |     |     |     |     |     | 3     |
| 14  | Leo Dave             | Rit | NC  | Rit | NC  | 5   |     |     |     |     |     | 2     |
| 14  | Mike Domingo         |     |     |     |     |     |     |     |     |     | 5   | 2     |
| 16  | Bran McKenzie        |     | NC  | Rit | 7   | Rit | 7   | Rit |     | 7   |     | 0     |
|     | Richard Ruane        |     | Rit | Rit | NP  |     |     | Rit |     |     |     | -     |
|     | Leo van Popering     |     |     |     | NC  | Rit |     | NP  |     | Rit |     | -     |
|     | Fred Labuschagne     |     |     |     |     |     |     | Rit |     | NC  |     | -     |
|     | John Rowe            |     |     |     |     |     |     |     |     | Rit |     | -     |
|     | Chris Ward           |     |     |     |     |     |     |     |     |     | Rit | -     |
|     | Peter Pretorius      |     |     |     |     |     |     |     |     |     | Rit | -     |
|     | Fred Goddard         |     |     |     |     |     |     |     |     |     | Rit | -     |
|     | Kipp Ackermann       |     |     |     |     |     |     |     |     |     | Rit | -     |
| Pos | Pilota               | CSE | RAT | COR | RDT | NWT | BOR | RWT | FAB | RST | RHO | Punti |

| Colore  | Risultati                                                         |
| ------- | ----------------------------------------------------------------- |
| Oro     | Vincitore                                                         |
| Argento | 2º posto                                                          |
| Bronzo  | 3º posto                                                          |
| Verde   | Finita, a punti                                                   |
| Blu     | Finita, senza punti Finita, non classificato (NC)                 |
| Viola   | Non finita (Rit)                                                  |
| Rosso   | Non qualificato (NQ) Non pre-qualificato (NPQ)                    |
| Nero    | Squalificato (SQ)                                                 |
| Bianco  | Non partito (NP)                                                  |
| Celeste | Disputa solo le prove (SP)                                        |
| Celeste | Iscritto alle prove libere - Terzo pilota (TP) - dal 2003 al 2006 |
| Vuoto   | Non prende parte alle prove (NPR)                                 |
| Vuoto   | Iscritto ma non presente, non arrivato (NA)                       |
| Vuoto   | Ritirato prima dell'evento (WD)                                   |
| Vuoto   | Infortunato (INF)                                                 |
| Vuoto   | Escluso (ES)                                                      |
| Vuoto   | Gara cancellata (C)                                               |